# Бангладешско-таиландские отношения
Бангладешско-таиландские отношения — двусторонние дипломатические отношения между Бангладеш и Таиландом, которые были установлены 5 октября 1972 года. В 1974 году Таиланд открыл посольство в Дакке, а Бангладеш открыл посольство в Бангкоке в 1975 году.

## Торговля
Отношения между Бангладеш и Таиландом стабильно развиваются, особенно отмечен рост в экономических контактах. В Таиланд прибывают студенты из Бангладеш с целью получить высшее образование в этой стране. В июле 2010 года министр финансов Бангладеш предложил правительству Таиланда более активно участвовать в экономической сфере и увеличить свой вклад в экономику Бангладеш. 2 мая 2010 года стало известно, что 47 таиландских компаний примут участие в экономическом форуме в Бангладеш. В 2010 году объем торговли между Таиландом и Бангладеш составлял сумму около 650 млн долларов США.